# Kastell Szeged

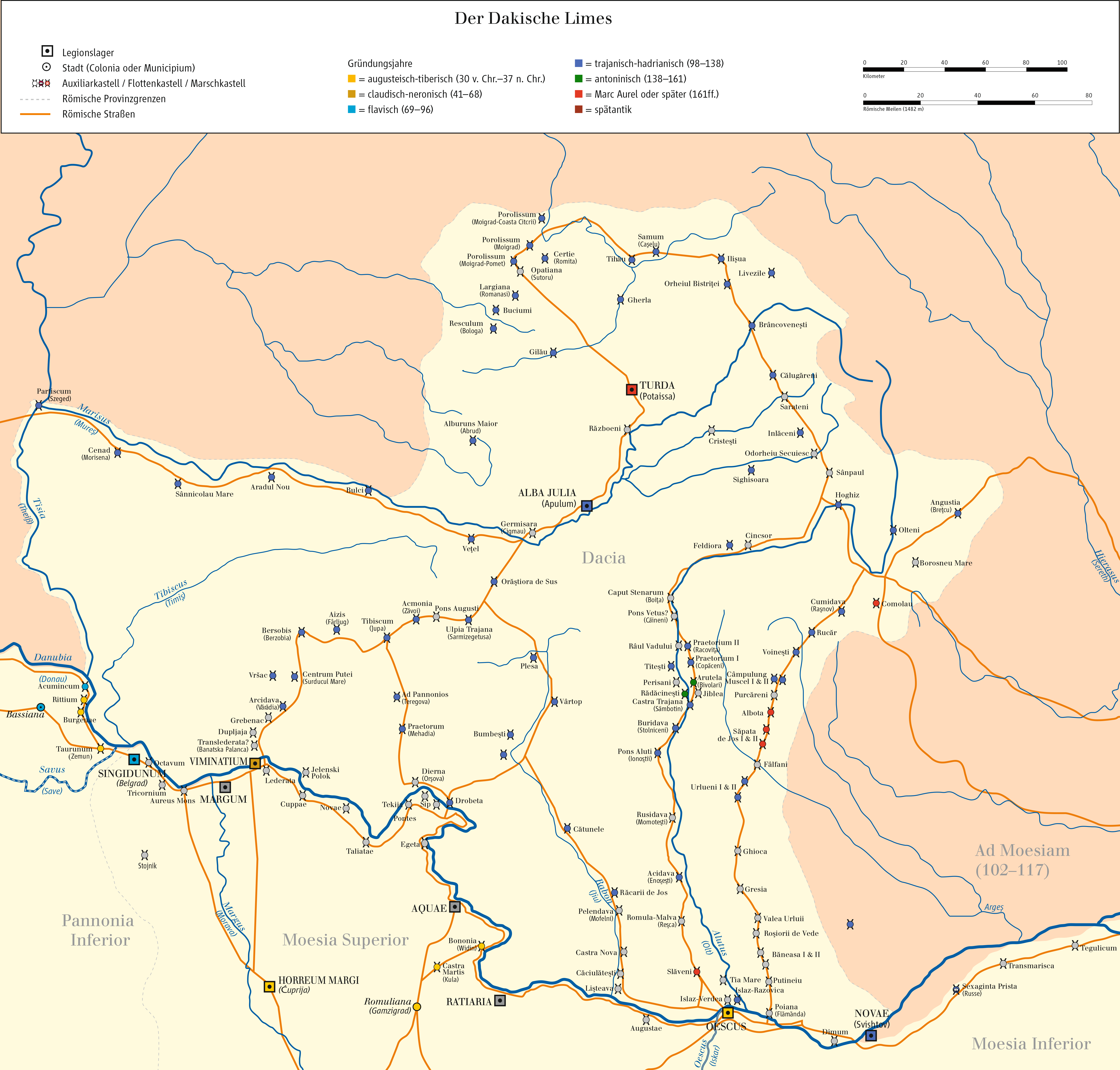

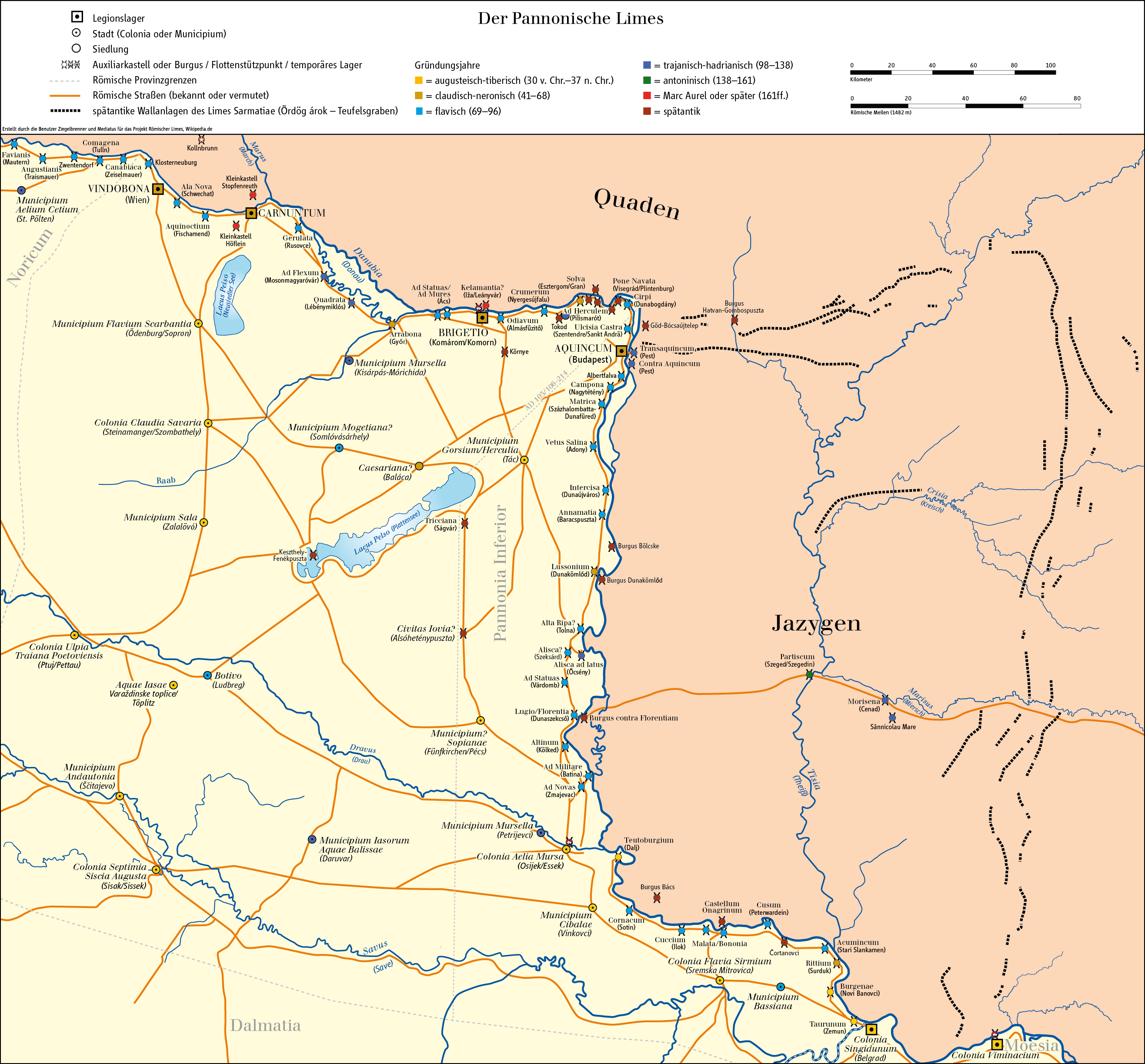
Pannonien und das Jazygenland in der Spätantike.

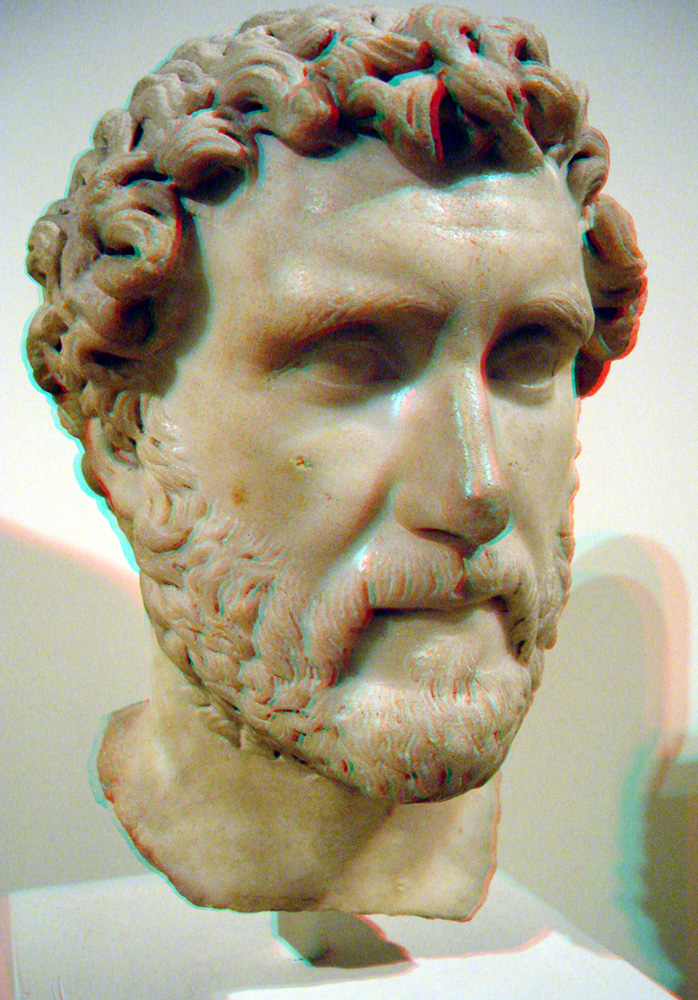
Kaiser Antoninus Pius

Kastell Szeged, das auch unter seinem antiken Namen Partiscum bekannt ist, war ein mutmaßliches römisches Hilfstruppenlager und vielleicht Bestandteil der Außenlinie in der westlichen Festungskette des dakischen Limes (limes Daciae), auf dem Gebiet der Stadt Szeged, Komitat Csongrád-Csanád, in Ungarn.

## Lage
Szeged, das erstmals von Claudius Ptolemäus im 2. Jahrhundert n. Chr. als Partiscum erwähnt wurde, liegt in Südungarn und im südlichen Teil der Großen Ungarischen Tiefebene am Unterlauf der Theiß, die etwa 120 Kilometer südlich in Serbien/Vojvodina in die Donau mündet. An der östlichen Stadtgrenze mündet die Marosch (Mureș) in die Theiß. Die Marosch bildet hier auch die natürliche Grenze zu Rumänien. Die mitten im Barbaricum, auf dem Boden der sarmatischen Jazygen entdeckten römischen Baureste sind heute durch das Stadtzentrum überbaut. In der Antike führte eine von Westen kommende, wichtige Verkehrsverbindung nach Szeged und weiter über das Maroschtal bis nach Innerdakien. Ihren Ausgang nahm die Straßenverbindung vom Kastell Lugio/Florentiam. Diese Garnison überwachte zusammen mit der spätantiken befestigten Schiffslände Burgus contra Florentiam den pannonischen Donaulimes und den Grenzraum um die hier auf das römische Reichsgebiet treffenden Straße. Römische Siedlungsspuren konnten insbesondere am Westufer der Theiß unter der im Mittelalter errichteten Festung aufgedeckt werden.

## Forschungsgeschichte
Während der Abbrucharbeiten an der zuletzt unter der Kaiserin und Königin Maria Theresia restaurierten Szegediner Festung kam zwischen 1876 und 1883 eine Vielzahl von Spolien zu Tage, von denen ein kleiner Teil römischen Ursprungs war. Das durch den Ethnographen Cs. Sebestyén Károly (1876–1956) erstmals veröffentlichte Fundmaterial ist nicht ausdrücklich militärischen Ursprungs und bezeugt insofern nur eine römisch geprägte Ansiedlung.
Während des Baus eines Kanals für die städtische Kanalisation könnte der verantwortliche Ingenieur István Kováts auf dem Areal der Festung 1877 jedoch Mauern des mutmaßlichen Kastells angeschnitten haben. Seinem Bericht legte er eine Skizze bei:
„Während der Ausschachtungsarbeiten kamen wir zu der Einsicht, dass dies schon die dritte Festung am selben Platz sein kann. Als Beweis dafür stehen die 15 Mauern, die unter dem Erdboden gefunden wurden, von denen zwei auch in der Zeichnung angegeben werden, und die parallel verlaufend 300 Meter voneinander entfernt sind; eine der Mauern liegt zwischen Festung und Rathaus und ist 150 Meter von der Festung entfernt. Die übrigen 13 Mauern verlaufen in verschiedene Richtungen.“
Insbesondere die zuletzt genannte Mauer erregte das Aufsehen des Archäologen Pál Lakatos, da in diesem Bereich, das zum Beschussfeld der Festung gehörte, bis in das 19. Jahrhundert nicht einmal Bäume gepflanzt werden durften. Alte Pläne bewiesen, dass dort in der frühen Neuzeit auch niemals ein Gebäude gestanden hat. Doch die Stärke der beiden parallel verlaufenden Mauern, die in einer Tiefe von 5,70 bis 7,60 Metern gefunden wurden, ist mit drei Metern für ein Kastell der Prinzipatszeit außerordentlich stark. Zudem wäre ein Kastell, das mit einer Breite von 300 Metern fast die Dimensionen eines Legionslagers erreichen würde, an diesem Platz unverstellbar. Wozu diese Mauern gehörten, bleibt ohne moderne Grabungen unbekannt. Vielmehr mutmaßen Archäologen wie Dénes Gabler die römische Militärstation im Bereich eines Burgpalastes der Árpádenzeit, der dort vor dem Bau der Großfestung an deren südlicher Umwehrung lag. In diesem Bereich wurden auch römische Fußbodenziegelchen in situ entdeckt (siehe hierzu weiter unten). Der kleine Burgpalast könnte Strukturen des Kastells aufgegriffen haben. Da das mutmaßliche Areal an der Ecke Vár-Straße und Deák-Ferenc-Straße heute überbaut ist, sind Nachforschungen jedoch unmöglich geworden.
Das Areal der einstigen Szegediner Festung wurde bisher nicht systematisch untersucht. Aufgrund der mittelalterlichen, frühneuzeitlichen und modernen Überbauung sind auch keinerlei Spuren der römischen Befestigung oberirdisch erhalten geblieben. Die dichte Konzentration der Funde in dieser Zone deutet jedoch auf die Lage des mutmaßlichen Kastelles hin. Ein 1924 im südlichen Szegediner Stadtteil Alsóváros entdecktes alabasternes Reliefbruchstück könnte auch sekundär in nachrömischer Zeit dorthin gelangt sein.

## Entwicklung
Laut András Alföldi (1895–1981) gründeten die Römer während der Regierungszeit des Kaisers Antoninus Pius (138–161) eine Garnison in Szeged, als Rom seine Position gegen die zwischen der Donau und den Karpaten lebenden Jazygen und ihre nordwestlichen Verbündeten, die germanischen Quaden, abgesichert hatte. Wahrscheinlich sicherte ein Vertrag zwischen Römern und Jazygen die Errichtung einer Niederlassung. In der Folge setzte der römische Reiseverkehr zwischen dem Kastell Dunaszekcső (Lugio) und Dakien ein. Auch nach Räumung der Provinz Dakien im Jahr 271 könnte diese Fernstraße bestanden haben. Darauf mag der erst während der Regierungszeit des Kaisers Valentinian I. (364–375) errichtete Ländeburgus Contra Florentiam bei Dunaszekcső hinweisen. Fundgut, das eine spätantike Siedlungskontinuität Szegeds beweisen würde, ist jedoch noch nicht zu Tage getreten.
Anfangs könnte das hier vermutete Kastell von einer Legionsvexillation belegt gewesen sein. Seit dem vom Kaiser Mark Aurel (161–180) diktierten Friedensvertrag von 175 befanden sich auch römische Beamte auf dem Territorium der stets unruhigen und aufsässigen Jazygen. Als Sicherheit für die Römer hatten die Jazygen laut den damaligen Vertragsbedingungen Geiseln zu stellen.
In der modernen Forschung wird noch kontrovers diskutiert, ob die Römer unter Mark Aurel das gesamte Theißbecken besetzt haben, um dort zwei neue Provinzen (Sarmatia und Marcomannia) zu etablieren. Die stratigraphischen Untersuchungen des Archäologen Sándor Soproni (1926–1995) am in der Spätantike massiv ausgebauten Limes Sarmatiae, der sich seit damals um das Jazygengebiet legte, scheinen diese Annahme jedoch zu bestätigen. Soproni konnte auch feststellen, dass bereits unter Mark Aurel – zumindest partiell – Arbeiten im Bereich dieses Grenzwalls stattgefunden haben. Fest steht weiter, dass das Jazygen-Gebiet von nun an als militärische Pufferzone die Donaugrenze zu Pannonien entlasten sollte. Für den Sieg über die Sarmaten erhielten Mark Aurel und sein Sohn Commodus noch im Herbst des Jahres 175 den Ehrentitel Sarmaticus (Maximus). Einschlägige Funde lassen vermuteten, dass Attila oder Bleda hier in der Spätantike vorübergehend ihre Residenzen aufschlugen (siehe auch weiter unten).

## Funktion
Spätestens mit der Errichtung der römischen Provinz Dacia nach dem zweiten Dakerkrieg (105–106 n. Chr.) gelangte die direkte Straßenverbindung von Pannonien über Szeged nach Dakien für Rom zu einer noch höheren Bedeutung. Auf ihrer Trasse konnten Transporte und Truppenkontingente rasch verschoben werden, ohne den weiten Umweg entlang der Donau nehmen zu müssen. Zudem konnte in Szeged, an dem die aus Siebenbürgen kommende Marosch/Mureș (lat.: Marisus) in die Theiß und letztendlich in die Donau floss, auch der Schiffsverkehr an prominenter Stelle kontrolliert werden. Der vielleicht später hier stationierten Auxiliarkohorte oblag auch die Überwachung und Sicherung der Straßenverbindung nach Micia, die am südlichen Ufer der Mureș in Richtung Südosten verlief.
Auf den bei Partiscum zusammenlaufenden Wasser- und Landwegen wurden vor allem Salz, Gold und Holz befördert. Die Funktion des antiken Partiscum als wichtiger Handelsplatz wird auch durch den Weihestein eines römischen Beamten für Straßenangelegenheiten verdeutlicht, der weiter unten näher beschrieben wird. Die Inschrift zeigt, dass Partiscum wohl auch eine Etappe für das staatliche Kurierdienstwesen – den Cursus publicus – gewesen sein muss.
Szeged lag nach dem Ausbau des Limes Sarmatiae fast genau in der Mitte dieser sich zwischen Donau und Großer Tiefebene erstreckenden Region. Die Grenzanlagen zeugen von dem jahrhundertelangen römischen Versuch, die nur schwer unter Kontrolle zu haltenden Jazygen in den Griff zu bekommen. Dazu sollten auch militärische Außenposten entlang des Limes Sarmatiae dienen. Neben der grenznahen, unvollendeten valentinianischen Großfestung Göd-Bócsaújtelep, die am Beginn des nördlichen Abschnitts des sarmatischen Limes stehen sollte, ist gleichzeitig rund zwei Tagesmärschen (40 römische Meilen) östlich der Donau und des Großkastells mit dem Bau des Burgus Hatvan-Gombospuszta begonnen worden. Ebenfalls während dieser Ausbauphase entstand der Ländeburgus Bács im Süden der Tiefebene.

## Wichtige Funde
Die Forschungsergebnisse machten deutlich, dass die in der frühneuzeitlichen Festung gemachten römischen Funde keine Verbindung zu jazygischem Material zeigten.

### Votivaltar
Szeged war seit dem Mittelalter eine strategisch wichtige Grenzfestung, die jedoch nach Abklingen der für Ungarn verheerenden Türkenkriege ab 1686 immer mehr an Bedeutung verlor. Mit dem Abbruches der Festung kamen mehrere römische Funde ans Tageslicht, so unter anderem ein als Spolie verbauter Votivaltar, der als Dedikanten einen Praefectus vehiculationis (Oberaufseher für das Straßenwesen) nennt:
[…]
cond(uctoris) p(ublici) p(ortorii)
et praef(ecti)
ve]hicul[o]
rum
Mercato(r)
vili(cus)
v(otum) s(olvit) l(ibens) m(erito)
Der für die sekundäre Verwendung stark zurechtgehauene Stein soll laut Alföldi während der Herrschaft des Kaisers Antoninus Pius (138–161) entstanden sein.

### Ziegelstempel
Angeblich wurden während der Abbrucharbeiten in der Festung 38 römische Ziegel entdeckt, von denen jedoch nur sieben ins Szegediner Ferenc-Móra-Museum kamen. Heute ist nur noch ein einziger erhalten. Er trägt, soweit bekannt wurde, als einziger einen Ziegelstempel mit der Marke IMP – wohl für Imperator – und wurde demzufolge möglicherweise in einer Ziegelei gebrannt, die unter kaiserlicher Verwaltung standen. Der durch seine umfassenden Arbeiten zu den römischen Ziegelstempeln bekannt gewordene Archäologe János Szilágyi (1907–1988) datierte diesen Ziegel in die Herrschaftsjahre der Kaiser Caracalla (211–217) oder Elagabal (218–222). Andere Wissenschaftler gehen von einer Entstehung im 2. Jahrhundert n. Chr. aus.

### Antefixum

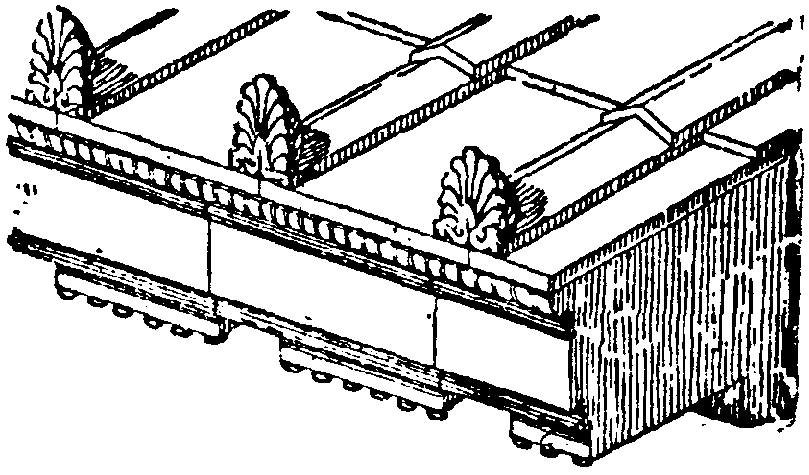
Stirnziegel mit Palmette und Spirallinien an einem antiken Bauwerk.

Gleichfalls aus dem Abraum der Festung stammten zwei Bruchstücke eines Antefixums, eines verzierten Stirnziegels, von denen heute nur noch ein Teil erhalten ist. Das Stück aus roter, hartgebrannter Terracotta zeigt eine Palmette und Spirallinien. Aufgrund der feinen Ausarbeitung des Stücks wird es wohl nicht nach dem Ende des 2. Jahrhunderts n. Chr. entstanden sein.

### Ziegelböden
Während der Schleifung der Festung wurden in situ zwei aus kleinen, biskuitförmigen und achteckigen gebrannte Ziegelchen gesetzte römische Fußböden entdeckt. Die erstgenannte Steinchengruppe, die nahe dem Burgshof gefunden wurde, besaßen eine gelbbraune Farbe, die beiden heute noch erhaltenen achteckigen Ziegelchen sind ziegelrot und grau. Zu den achteckigen Bodenziegeln gehört auch ein in der Aufsicht quadratisches Ziegelchen, das einst die Lücken des aus den achteckigen Ziegeln gesetzten ornamentalen Bodens füllte. Biskuitförmige Bodenziegelchen fanden sich unter anderem im dakischen Tibiscum (Caransebeș) sowie in Sarmizegetusa (Grădiștea de Munte). Außerdem kamen sie an den pannonischen Siedlungsplätzen in Siscia (Sisak), Aquincum (Budapest) und am Brigetio (Komárom) zu Tage. Der Fußboden eines Raumes der Palaestra und im Amphitheater der Zivilstadt von Aquincum besaßen hingegen Böden aus achteckigen Ziegelchen. Der als Ortshistoriker bekannt gewordene János Reizner (1847–1904) erwähnte, dass der offensichtlich bis dahin zumindest in Teilen vollständige römische Boden aus biskuitförmigen Steinen durch die Abbrucharbeiter zerstört wurden und viele Beamte die ausgebrochenen Ziegelchen als Aktenbeschwerer nutzten. Die Verschiedenartigkeit der beiden Ziegelsteingruppen weist auf zwei unterschiedliche Räume hin, in denen diese verlegt worden waren.
Möglicherweise gehörten die Böden zu einer Mansio (Straßenstation), in der sich die Reisenden von den Strapazen erholen und übernachten konnten.

### Skulpturschmuck
Auf dem Gebiet der Festung und Stadt Szeged wurden einige teilweise hochwertigere Antiken entdeckt, die möglicherweise erst im 18. Jahrhundert hierher gelangten. Bekannt geworden ist ein von Kaiser Karl VI. (1711–1740) befohlener, aus drei Schiffen bestehender Konvoi mit antiken Kunstschätzen, die in Siebenbürgen zusammengesammelt worden sind und nach Wien verbracht werden sollten. Die Schiffe waren auf der Marosch in Richtung Theiß unterwegs, als eines nahe bei Szeged versank. Eine versuchte Bergung misslang. Möglicherweise stammt eine im 20. Jahrhundert an der Maroschmündung entdeckte gut ausgearbeitete Büste eines Römers von dieser Ladung. Auch andere Stücke könnten im Laufe der Zeit ihren Weg nach Szeged gefunden haben, so dass eine klare Lokalisierung verschiedener Fundstücke aus Szeged, die nicht in situ zu Tage traten, in vielen Fällen unmöglich sein wird.
1877 wurde während der Aushubarbeiten an dem bereits weiter oben genannten Kanal im Inneren der zum Abbruch freigegebenen Festung ein marmorner Männerkopf aus dem 2. Jahrhundert n. Chr. in rund 7,60 Metern Tiefe geborgen. Das Stück gehörte zu einem Relief, da seine Rückseite entsprechend flach und unausgearbeitet ist. Kováts überliefert, dass auch die übrigen Teile dieses Reliefs gefunden wurden, die Arbeiter jedoch diese Stücke in die Baugrube zurückwarfen. Die Tiefe des Fundorts erklärt sich aus den vielen Schanzarbeiten und Umbauten, welche die Festung von Szeged im Laufe der Jahrhunderte erfuhr. Sie spricht auch dafür, dass sich dieses Relief bereits in römische Zeit in Szeged befunden haben könnte.

### Münzschatz
Wie der Gelehrte und Piaristenmönch András Dugonics (1740–1818) berichtet, wurden 1794 neben dem Proviant Haus nahe der Festung große Mengen an Silbermünzen aus der Regierungszeit des Kaisers Mark Aurel (161–180) entdeckt. Ob es sich hierbei um einen Depotfund gehandelt haben könnte, der während der Markomannenkriege (166–180) in den Boden kam, bleibt unbekannt.

### Der Hunnenschatz von Szeged-Nagyszeksös
Dieser Hortfund ist die größte je bekannt gewordene Ansammlung hunnischer Goldgegenstände. Er wurde vor dem Ersten Weltkrieg in einem Weingarten in der vormals zu Szeged gehörenden, jetzt zur Gemarkung Rösz zählenden, Nagyszéksós gefunden. Vor der Meldung an die Behörden verschwand eine große Anzahl der Pretiosen, die teilweise bis zum heutigen Tag verschollen geblieben sind. Bis zum Jahre 1966 erreichte die Zahl der in Museen und Privatsammlungen gelangten Goldgegenstände an die 200 Stück.
Annähernd mit dem spätantiken Hortfund von Nagyszéksós vergleichbar sind nur Exemplare aus im Jahre 1904 entdeckten Katakombengräbern auf der Halbinsel Kertsch. Unter den Funden von Nagyszéksós gibt es keinen einzigen Gegenstand, mit dessen Hilfe die Zeitperiode ihrer Entstehung oder Verbergung auf ein Jahrzehnt genau bestimmt werden könnte. Die Archäologen interpretierten den Fund von Nagyszéksós lange als Brandbestattung bzw. als Überreste eines von natürlicher Erosion abgetragenen Hügelgrabes. Diese Annahme wurde jedoch später wieder verworfen, da es bisher keine Kenntnis davon gibt, dass die Hunnen ihre Toten auch verbrannt hätten.
Inventar:
Es handelt sich dabei meist um zerbrochene, mangelhafte bzw. verbogene Stücke oder kleinen Überresten von heute nur mehr schwer zu deutenden Schmuckgegenständen. Ein Teil der Funde von Nagyszéksós weist erhebliche Brandspuren auf und ist dementsprechend deformiert denn auch stark verschmolzene Goldklumpen und Goldtropfen fanden sich im Fundinventar. Auf anderen Gegenständen waren hingegen keinerlei Spuren von Feuereinwirkung festzustellen. Völlig unversehrt geblieben sind z. B. die eingearbeiteten Edelsteine an den Schnallen, die Riemenzungen, die Schwertriemenbeschläge und auch der aus dünnem Goldblech gepresste oder ausgeschnittene Kleiderschmuck. Offensichtlich ist also vorher nur ein Teil des Fundinventars starker Hitzeeinwirkung ausgesetzt gewesen, doch weiß man nicht exakt, wie viele, da auch Einschmelzversuche der damaligen Finder und zeitweiligen Eigentümer nicht auszuschließen sind.
Das interessanteste Exemplar ist ein etwa 407 g wiegender, massiv gearbeiteter goldener Halsring der die zahlreichen Gold- und Silberhalsringe, die man vor allem aus den Gräbern hunnischer Unterführer von Ostkasachstan bis in die Donauregion kennt, noch bei weitem übertrifft. Der einstige Träger dieses Halsringes überragte wohl nach Würde und Rang alle bisher bekannten hunnischen Adeligen des Karpatenbeckens.
Die bisher bekannten Funde kann man annähernd nachstehenden Kleidungs- und Ausrüstungsgegenständen zuordnen:
- Gürtel-, Schwertriemen- und Stiefelschnallen mit Zellenverzierung,
- Riemenzungen mit Zellenverzierung für Waffen- und Würdenträgergürtel,
- mit Riemen und Anhängern geschmückte Stiefel,
- mit Goldflitter bestickte und mit Goldfäden durchwobene Kleider (Damast) oder Mäntel,
- goldene Griff- und Scheidebeschläge für ein oder mehrere Schwerter,
- goldbeschlagene Schwertriemen und
- zwei Goldscheiden für einen größeren und etwas kleineren Dolch.

Andere Bruchstücke könnten zur Dekoration von Pfeilköchern verwendet worden sein. Zwei mit Schuppen verzierte Goldblechbeschläge stammen von zwei (oder mehreren) Holzsätteln, von einem Pferdegeschirr ein Trensenbruchstück mit goldüberzogenem Knebel und goldene Riemenbeschläge mit Zellenornamentik und Anhänger. Die Kraft und Macht hunnischer Anführer symbolisiert ein mit Gold überzogener Peitschenstiel.
Auch Prunkgefäße und auf solche hinweisende Bruchstücke befanden sich unter den Funden: so z. B. eine Elektronschale, deren achtblättrige Blumenfassungen einst mit eingelegtem Glas geschmückt war, und ein im Stil orientalischer Elektronkelch, der an seinen durchbrochen gearbeiteten Seiten ursprünglich mit runden Glas- oder Edelsteinplatten dekoriert war. Mehrere Goldbänder, die wahrscheinlich auf Holzgefäßen, etwa Schalen, angebracht waren. Eine größere Scheibe mit Zellenornamentik dürfte vormals den Boden einer Goldschale verziert haben.

## Fundverbleib
Die während des Abbruchs der frühneuzeitlichen Festung geborgenen römischen Funde befinden sich heute im Ferenc-Móra-Museum in Szeged.

## Denkmalschutz
Die Denkmäler Ungarns sind nach dem Gesetz Nr. LXIV aus dem Jahr 2001 durch den Eintrag in das Denkmalregister unter Schutz gestellt. Zuständig ist das Staatliche Amt für das Kulturelle Erbe (Kulturális Örökségvédelmi Hivatal; KÖH) in Budapest. Die Limesanlagen gehören als archäologische Fundstätten nach § 3.1 zum national wertvollen Kulturgut. Alle Funde sind nach § 2.1 Staatseigentum, egal an welcher Stelle der Fundort liegt. Verstöße gegen die Ausfuhrregelungen gelten als Straftat bzw. Verbrechen und werden mit Freiheitsentzug von bis zu drei Jahren bestraft.